# Cyrtopholis plumosa
Cyrtopholis plumosa là một loài nhện trong họ Theraphosidae.
Loài này thuộc chi Cyrtopholis. Cyrtopholis plumosa được Pelegrin Franganillo-Balboa miêu tả năm 1931.